# Dompeter

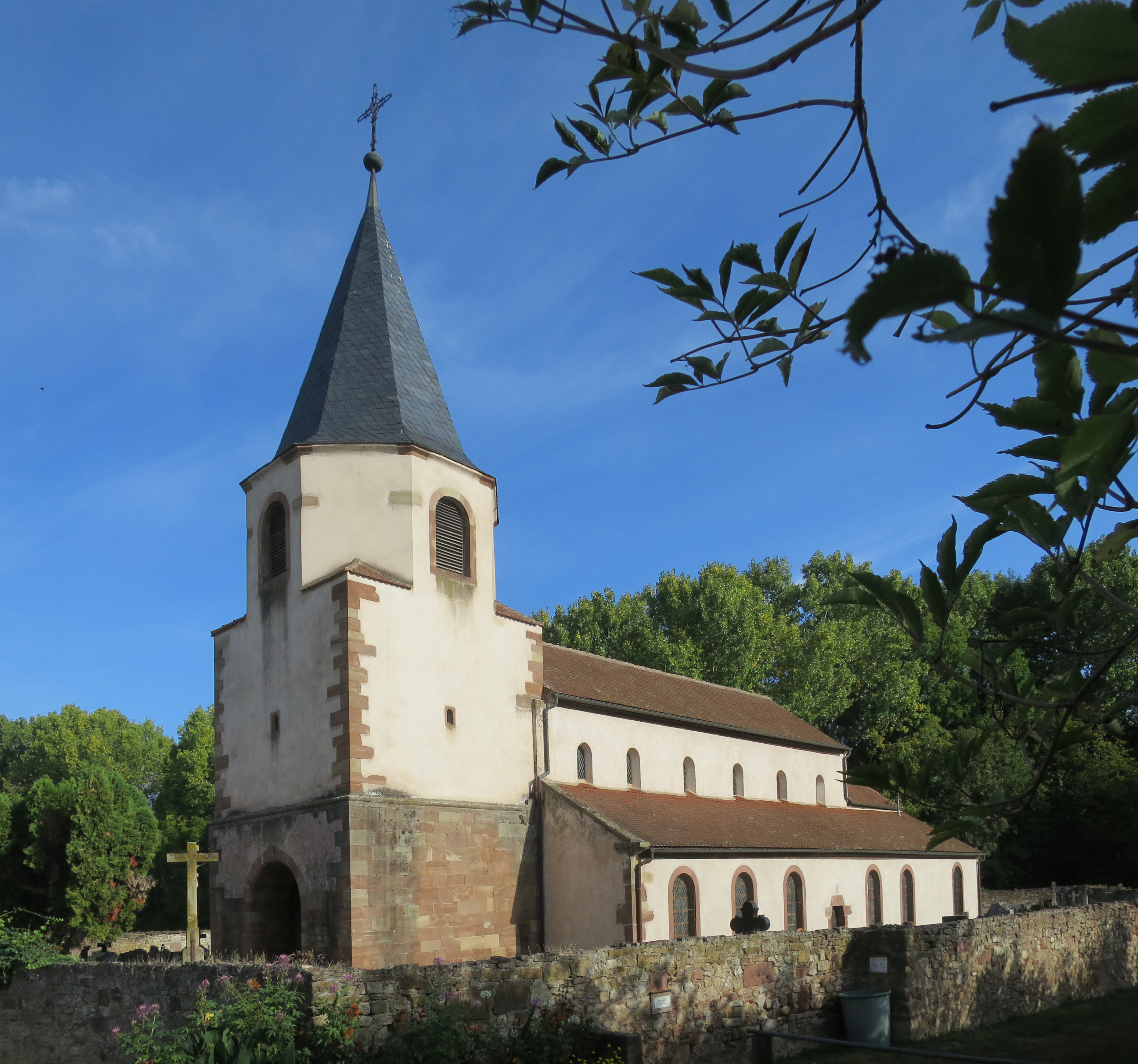
Dompeter von Südwesten

Dompeter ist eine dem Apostel Petrus geweihte römisch-katholische, romanische Kirche zwischen Avolsheim und Molsheim im Elsass in Frankreich.

## Name
Die Bezeichnung der Kirche leitet sich von dem lateinischen domus Petri (Haus des Petrus) ab, das volkssprachlich verballhornt wurde.

## Geografische Lage

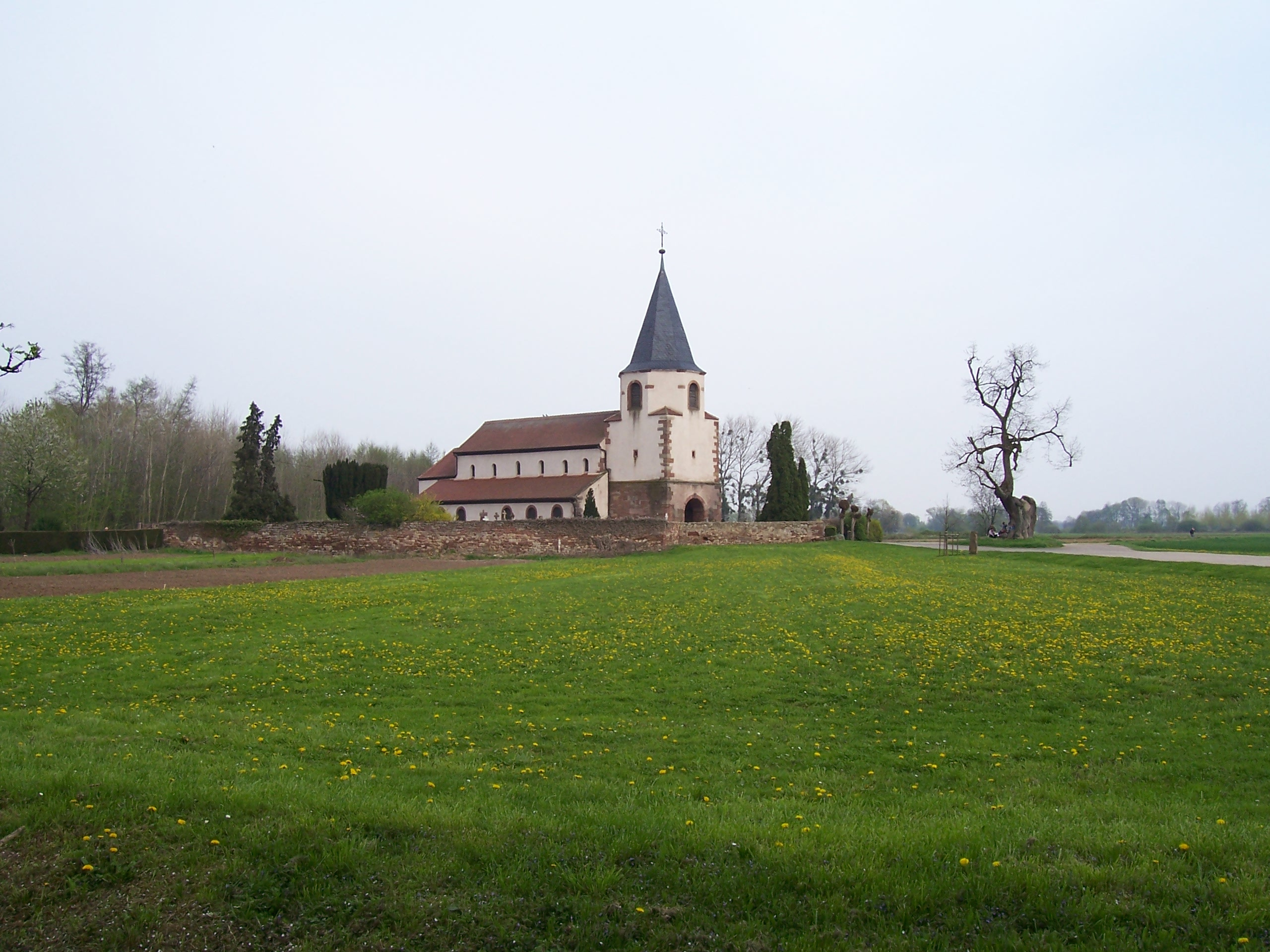
Dompeter auf freier Feldflur, 2005

Das Gebäude liegt südlich von Avolsheim im freien Feld und dort schon in der Gemarkung von Molsheim. Auf dem Gelände befand sich in der Spätantike eine gallorömische Siedlung und auch während des Mittelalters und bis zum Dreißigjährigen Krieg. Die Anlage ist heute von einem Friedhof umgeben. Kirchlich ist sie der Gemeinde in Avolsheim zugeordnet, die auch den Friedhof nutzt und unterhält.

## Geschichte

### Gründungslegenden
Die Gründung von Dompeter ist mit einer Reihe von Legenden verbunden, die alle auf eine frühchristliche Entstehung der Kirche abzielen, so dass Dompeter in der Populärkultur noch heute als älteste Kirche im Elsass bezeichnet wird.
- Nach der zeitlich am weitesten in die Vergangenheit ausgreifenden Legende soll die Kirche von einem legendären Maternus im 1. Jahrhundert gegründet worden sein. Er sei der Jüngling von Naïn gewesen, den Jesus von den Toten erweckt hatte[5] (Lk 7,11–17 EU).
- Nach einer anderen Legende soll der Bischof Maternus von Köln, der an der Wende vom 3. zum 4. Jahrhundert lebte, Dompeter gegründet haben. Die Quelle dazu stammt allerdings erst aus dem 12. Jahrhundert.[6]
- Im Mittelalter wurde hier ein antiker Sarkophag ausgegraben und der Heiligen Petronilla, legendäre Tochter des Apostels Petrus, zugeordnet. Der Sarkophag entwickelte sich zum Pilgerziel, bis er im 18. Jahrhundert vom Straßburger Bischof nach Straßburg gebracht wurde.[7]

### Archäologie und Baugeschichte

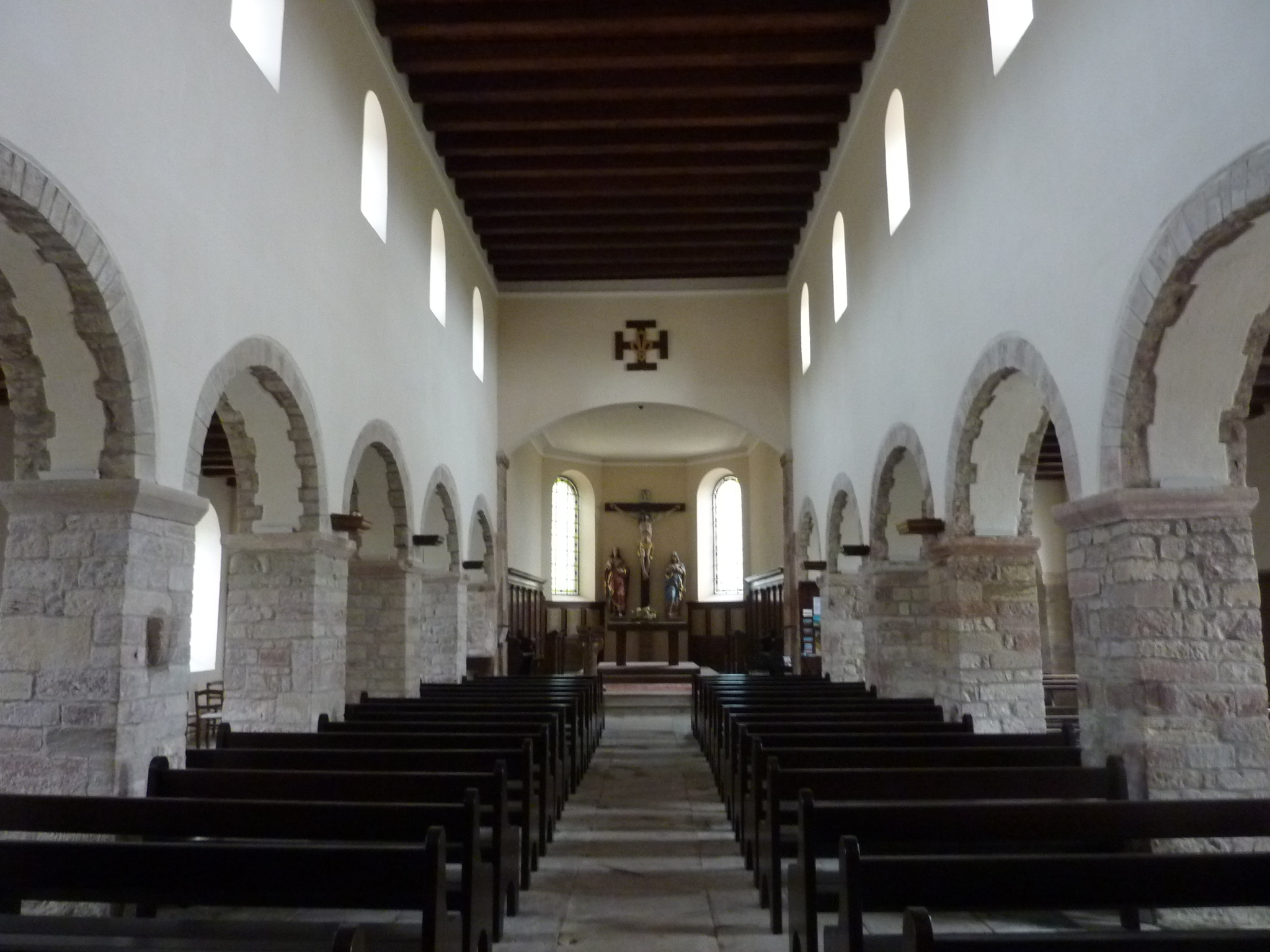
Blick durch das Langhaus (2015)

1914 fanden archäologische Ausgrabungen durch Georg Weise statt, bei denen er drei nacheinander erfolgte romanische Bauphasen feststellte. Die älteste, eine Basilika „syrischen Typs“, hatte einen Chor mit halbrundem Abschluss, der beidseitig von je einer Sakristei begleitet war. Weise datierte den Fund ins 5. oder 6. Jahrhundert. Heute geht man davon aus, dass diese Kirche frühestens aus dem 7. Jahrhundert stammt. Chorbereich und östlicher Teil des Langhauses stammen aus dem 11. Jahrhundert. 1049 ist der Besuch durch Papst Leo IX. belegt, der eine Weihe vollzog – ohne dass genau bekannt ist, was er weihte. Um 1065/70 entstanden die westlichen Joche des Langschiffes und der Turm.
1337 wurde Dompeter als regionale Hauptkirche für das Gebiet um Molsheim genannt.
Im ausgehenden 16. und im 17. Jahrhundert war Molsheim ein Zentrum der Gegenreformation mit einem großen Jesuitenkolleg. Dessen Mitglieder versahen auch die Seelsorge in Dompeter. In dieser Zeit entstand ein Kreuzweg, der sich über vier Kilometer entlang der historischen Römerstraße zum Wallfahrtsheiligtum „Unserer lieben Frauen“ in Altbronn erstreckt.
Die Dompeter bis dahin umgebende Siedlung fiel im Dreißigjährigen Krieg wüst.
Der Turm der Kirche wurde 1746 oder 1762 von einem Blitzschlag getroffen und bis 1750 oder 1767 wiederhergestellt. Aus dieser Bauphase stammen auch das achteckige Obergeschoss des Turms und die Flachdecke der Vorhalle.
Die romanische Apsis wurde 1829 abgebrochen, durch den heutigen Chorraum ersetzt und die Fenster der Seitenschiffe vergrößert. Dompeter diente damals als Pfarrkirche von Avolsheim. Diese Funktion verlor sie erst, als 1911 die neuromanische Kirche St. Maternus in der Ortsmitte geweiht wurde. Dompeter hatte nun keine rechte Funktion mehr. 1933 setzten Pfadfinder Dompeter instand.
1968 und 1994 fanden Restaurierungen statt.
1982 erhielt der Turm zwei neue Glocken, die aus dem Straßburger Münster übernommen wurden.

## Bauwerk
Die Kirche misst 25 × 13 m.

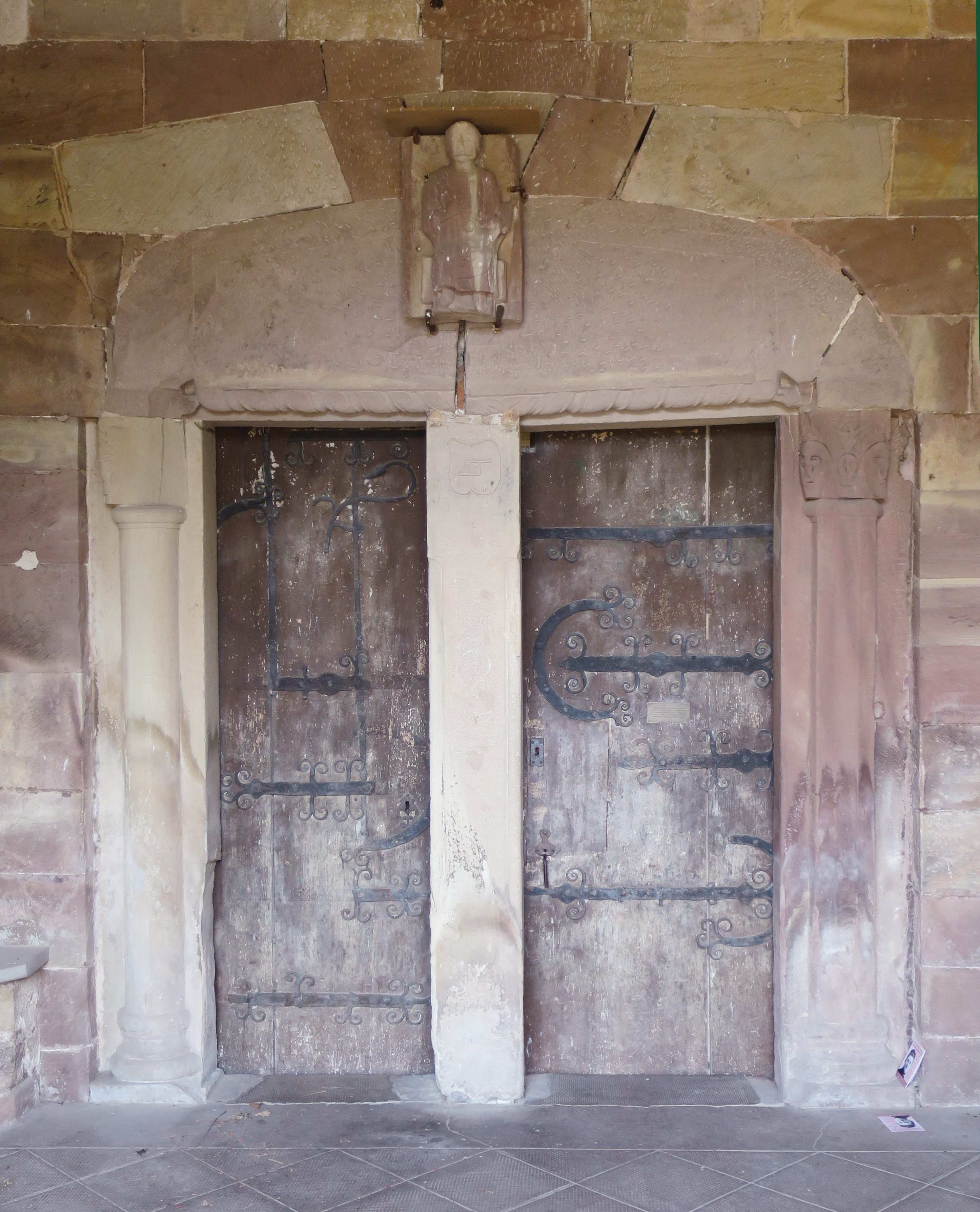
Blick aus dem Narthex auf den Haupteingang, darüber Figur des Hl. Petrus

Der Chor aus dem 19. Jahrhundert weist einen Fünfachtelschluss auf. Südlich davon befindet sich die Sakristei.
Die Kirche ist dreischiffig, ohne Querschiff, und flach gedeckt. Sie weist sechs Joche auf. Die Schiffe trennen gemauerte Pfeiler, deren Basen heute im Boden stecken. Die Kapitelle sind sehr flach und wenig ausgeprägt. Die Fenster des Obergaden haben noch die Originalgröße, während die der Seitenschiffe später vergrößert wurden. Je eine Tür führt von außen seitlich in das nördliche und das südliche Seitenschiff, deren historische Türstürze erhalten sind.
Der Turm ist westlich vorgestellt, exakt so breit wie das Mittelschiff und sein Erdgeschoss als Narthex für den Haupteingang gestaltet. Im Erdgeschoss und im ersten Obergeschoss besitzt er einen quadratischen Grundriss. Darauf aufgesetzt ist ein achteckiges Glockengeschoss und ein spitzer Turmhelm. In der Gotik, durch den Brand des Turms im 18. Jahrhundert sowie seine anschließende Sanierung ist der romanische Bestand hier überarbeitet. Die Beschläge der Eingangstüren stammen aus der Gotik. Der Haupteingang wird durch einen Mittelpfeiler geteilt, so dass zwei Türen in die Kirche führen. Überdeckt ist die Tür mit einem flach gewölbten Deckstein. Die Kapitelle der flankierenden Säulen sind mit Masken dekoriert. Über dem Portal thront eine Figur des Heiligen Petrus.
Die Ausstattung der Kirche ist heute stark reduziert: Nach zwei Diebstählen 1972 und 1978 wurde die restliche Ausstattung weitgehend in Sicherheit gebracht.

## Wissenswert
Die benachbarte Lourdesgrotte entstand 1946 als Dank der Gemeinde Avolsheim dafür, dass ihr Ort im Zweiten Weltkrieg von Zerstörungen verschont blieb.